# Cyrta brunneus
Cyrta brunneus är en insektsart som beskrevs av Kuoh. Cyrta brunneus ingår i släktet Cyrta och familjen dvärgstritar. Inga underarter finns listade i Catalogue of Life.